# Cuatreada
La cuatreada es la modalidad más practicada del juego de bolos en Asturias. Tiene mayor arraigo en la comarca comprendida entre los ríos Navia y Sella. Cuenta con federación deportiva junto con las otras modalidades existentes (batiente, celta, palma, etc.) sumando más de un millar de fichas federativas en el Principado de Asturias.
Este deporte también se ha extendido a países con inmigración asturiana, participando en los mundiales de bolos disputados con carácter puntual, países como Argentina, México o Chile.